# Les Maîtres de l'Univers (série télévisée d'animation)
Pour les articles homonymes, voir Les Maîtres de l'univers (homonymie).
Cet article concerne la série d'animation de 2983. Pour la série d'animation de 2021, voir Les Maîtres de l'Univers (série télévisée d'animation, 2021).
She-Ra, la princesse du pouvoir
Les Maîtres de l'Univers (2021)
Les Maîtres de l'univers (He-Man and the Masters of the Universe) est une série télévisée d'animation américaine en 130 épisodes de 21 minutes créée par Lou Scheimer et Hal Sutherland. Issue de la franchise du même nom, la série est produite par Filmation pour servir de support promotionnel de la gamme de figurines Mattel, et diffusée entre le 5 septembre 1983 et le 9 décembre 1984 en syndication.
En France à partir du 6 janvier 1984 sur Antenne 2 dans l'émission Récré A2, en Belgique sur RTL dans l'émission Chocolat Show, et au Québec à partir du 7 octobre 1984 à Super Écran puis en clair à partir du 8 septembre 1986 à Télévision Quatre-Saisons.
Seuls 82 épisodes ont été doublés à l'époque de la diffusion. Les épisodes restants l'ont été en 2003 à l'occasion de la sortie du coffret DVD.

## Synopsis
Sur Eternia, une planète à la fois médiévale et futuriste où se côtoient magiciens et vaisseaux spatiaux, se trouve le Château des Ombres, une forteresse mystérieuse renfermant d'immenses pouvoirs, qui fait la convoitise de nombreux malfaiteurs. Parmi ceux-ci, le diabolique sorcier Skeletor s'est juré de renverser le Roi Randor et de contrôler l'univers.
La Sorcière qui garde le Château des Ombres a donc secrètement désigné le Prince Adam pour l'aider à combattre ces menaces. Lorsqu'il lève son glaive magique en récitant la formule « Par le pouvoir du crâne ancestral, je détiens la Force toute puissante ! », Adam se transforme en Musclor, l'homme le plus fort de l'univers. Quant à Cringer/Gringer, son tigre domestique, il devient le Tigre de combat. Avec Orko, le Maître d'armes (qui partage son secret), Tila et ses autres alliés, Musclor s'efforce de faire régner la justice sur la planète.

## Fiche technique
- Titre original : He-Man and the Masters of the Universe
- Titre français : Les Maîtres de l'univers
- Création : Lou Scheimer et Hal Sutherland
- Photographie : R.W. Pope
- Montage : Joe Gall
- Musique : Shuki Levy, Haim Saban, Lou Scheimer
- Production : Lou Scheimer
- Sociétés de production : Filmation Associates, Mattel
- Sociétés de distribution : Group W Productions
- Pays d'origine : États-Unis
- Langue originale : anglais
- Format : Couleur — 35 mm - 1,33:1 — son mono
- Genre : animation, heroic fantasy
- Durée : 30 minutes
- Nombre d'épisodes : 130 (2 saisons)
- Dates de première diffusion :
  -  États-Unis : 5 septembre 1983
  -  France : 6 janvier 1984

## Distribution

### Voix originales
- John Erwin : Prince Adam / Musclor / Roi Pythos / Le Monstre / Maddok / Bendari / Zagraz / Bélios / Landros / Comte Marzo / Lézor / Granamyr / Jawbreaker / Kol Darr / Tarentulos / Tycor / Vola-Ree / Squinch / Jacob / Roi Stefen / Subternius / Roi Sallas / Om / Icer / Kothos / Lord Todd / Elf Lord / Cambro / Hovar / Rohad / Rago / Barbe Noire / Aremesh / Tic / Zalt / Palos / Roi Danton / Shelandor / Demos / Plundor / Elden / Fakor / Zikran / Pangas / Ollo / Strongarm
- Alan Oppenheimer : Le Maître d'armes / Cringer / Skeletor / Océanor / Poole / Angast / Tigre de combat / Hexon / Morningstar / Slavemaster / Smudge / Roi Tamusk / Melaktha / Vokan / Morgoth / Drude / Negator / Agar / Buzz-Off / Kraal / Batty / Hisser / Chimera / Mitro / Baron Grod / Bear Man / Game Master / Torm / Brindle / Galen / Yukkers / Nepthu / Monteeg / Hannibal / Ananda / Chef Merlo / Darkdream / Willen / Gorgon / Kor / Beta / Ice Lord / Azrog / Danavas / Draca / Rabar / Tauron / Jarvan / Dragoon
- Linda Gary : Tila / La Sorcière / Démonia / Rikki / Opie / Bowena / Starchild / Karil / Reine Marlena / Emma / Jeeta / Princesse Kathay / Dree Elle / Princesse Janice / Tike / L'enchanteresse / Stanlan / Lara / Tager / Garda / Cara / Philip / Hawke / Kittrina / Shokoti / Lyra / Lady Valtira / Sibyline / Mira / Snowflake / Spydra / Reine Balina / Gleedil / Magestra / Ileena / Delora / Celice / Lady Edwina / Reine Elmora
- Lou Scheimer : Orko / Kobra Khan / Attak Trak / Roi Randor / Fisto / Poitos / Moussor / Bi-tête / Dentos / Modulok / Farin / Karil / Mékanek / Jeweler / Jed Hansen / Miller Perkins / Colonel Mark Blaze / Rotaror / Targon / Morton / Général Tataran / Etor / Le grand Orlando / Roi Miro / Prankster / Blinker / Biro / Pooki / Tri-Klops / Prince Dal / Chef Torc / Kando / Bylon / Stratos / Yarrow / Oncle Montork / Raven / Maskor / Leo / Lavaman / Harro / Zodac / Mallek / Sylani / Braylok / Herald / Centaur / Hoverbot / Kappa / Widgets / Roi Thales / Skytree / Daimar le démon / Trollan / Elmas / Abram / Lizard Man / Jitsu / Colossor

### Voix françaises
- Philippe Ogouz : Musclor / le Prince Adam (1984 et 2002)
- Albert Augier puis Pascal Racan : Duncan, Le maître d'armes / Océanor
- Gérard Hernandez puis Jacques Ferrière : Skeletor
- Évelyn Séléna puis Catherine Conet : Tila / Démonia
- Pierre Trabaud : Orko / Gringer / le Monstre
- Lily Baron : la Sorcière / Stella / la Reine Marléna
- Henri Labussière : Le Roi Randor
- Pierre Garin : Maskor / Zodac / Etor
- Georges Atlas : Dentos / Fisto / Tarentulos
- Serge Bourrier puis Sady Rebbot : Stratos
- Serge Lhorca : Smudge le lutin
- François Leccia : Malik
- Franck Dacquin : Le Roi Randor (2002)

Doublage réalisé par la SOFI.
 Source et légende : version française (VF) sur RS Doublage

## Épisodes
La série compte deux saisons de 65 épisodes chacune. Il n'y a pas réellement de début ni de fin et les épisodes sont relativement indépendants.

## Production

### Les personnages
Chargés de créer une histoire et de donner une personnalité attachante aux figurines de Mattel, les scénaristes ont dépassé ce cadre en développant des personnages inédits, transposés par la suite en figurines : c'est le cas de Adam, Orko, du roi Randor et de la sorcière.

### Musique
Le générique et la bande originale ont été composés par Shuki Levy et Haim Saban dont la touche est reconnaissable dans bon nombre des séries animées des années 1980. Certains thèmes sont d'ailleurs totalement identiques à ceux de la série Les Mystérieuses Cités d'or. Quelques 11 pistes (dont certaines inusitées durant toute la série) sorties en 1984 par Polydor en France : 
1. Thème de Tila
2. Thème d'Orko
3. Rêves tendres
4. Le Château des ombres
5. La Famille royale
6. La Course folle d'Orko
7. Le Château maléfique
8. Méditation
9. Orko et la machine à remonter le temps
10. La Planète magique
11. Les Maîtres de l'univers (instrumental)

Tout comme dans la version américaine, le générique de début est un discours du prince Adam qui explique son secret. Quant au générique de fin, il est entièrement instrumental.
En dehors de la série, plusieurs chansons ont été enregistrées en français sur 33 et sur 45 tours. La plus connue était interprétée par l'animateur de Récré A2, Alain Chaufour, sur le thème musical de la série.

## Anecdotes
- Bien que la plupart des épisodes soient principalement adressés à un jeune public, certains se distinguent par un traitement plus adulte, notamment les épisodes écrits par J. Michael Straczynski ou Paul Dini. Ces derniers ont respectivement créé les séries Babylon 5 et Batman.

- À l'époque, Les Maîtres de l'univers a fait reculer les limites de la censure américaine qui étouffait la plupart des séries pour enfants dans les années 1970. C'est en effet la première fois qu'un héros est autorisé à frapper ses adversaires et à utiliser un glaive. Dans les faits, cela restera toutefois très rare, le glaive servant surtout à éviter les rafales d'énergie et Musclor se contentant souvent de projeter ses adversaires plutôt que de les frapper.

- La série a été controversée dans la mesure où elle servait de publicité déguisée, dans un contexte où le droit américain interdisait formellement à la publicité sous forme d'animation destinée aux enfants de dépasser une minute. Afin de diminuer la controverse, Filmation a introduit des moralités et des leçons de vie à la fin de chaque épisode, qui étaient en relation avec l'histoire du jour.

- Lou Scheimer n'aimait pas le concept de base des mini-comics. Pour être en adéquation avec le jeune public visé, Filmation a donc développé un univers moins sombre et moins violent que le concept original de Mattel. Orko le petit magicien a d'ailleurs été créé afin d'ajouter un élément humoristique à la série.

- Les Maîtres de l'univers est fortement inspirée de Blackstar, une autre série heroic fantasy de Filmation créée un an plus tôt. Par ailleurs, le concept d'identité secrète du prince Adam qui se change en Musclor n'est pas sans rappeler les super-héros américains (Superman, Captain Marvel, etc.). De même, d'autres séries animées comme Mightor, Samson et Goliath ou Arok le barbare ont influencé Les Maîtres de l'univers[3].

- Lors de la sortie de la série en DVD en 2003, l'éditeur Déclic Image a fait doubler les épisodes jusque-là inédits dans les pays francophones. Philippe Ogouz a ainsi repris son rôle de Musclor, vingt ans plus tard. Pour éviter les éventuelles luttes sur les droits d'auteur quant aux noms des personnages, le doublage a pris le parti de conserver les noms VO à l'exception de celui de Musclor et des noms basés sur un jeu de mots. Ainsi Man-E-Faces (VO), jeu orthographique de l'anglais many faces, « nombreux visages », se renomme Multifaces même s'il s'appelait jadis Maskor en VF.

## DVD
- France :

L'intégralité des épisodes est notamment sortie dans six coffrets de 4 DVD chacun soit un total de 24 DVD contenant les 130 épisodes de la série grâce au studio Déclic Images. Les épisodes qui n'étaient pas doublés l'ont été spécialement pour cette édition.
| Intitulé du coffret                                           | Nombre d'épisodes | Dates de sortie DVD     | Dates de sortie DVD   |
| Intitulé du coffret                                           | Nombre d'épisodes | Zone 2 (dont la France) | Nombre de disques     |
| ------------------------------------------------------------- | ----------------- | ----------------------- | --------------------- |
| Les Maîtres de l'Univers - Coffret 1 (1ère Édition)           | 26                | Juillet 2003            | 5                     |
| Les Maîtres de l'Univers - Coffret 2 (1ère Édition)           | 26                | Novembre 2003           | 5                     |
| Les Maîtres de l'Univers - Saison 1 - Partie 1 (2ème Édition) | 1-30              | Septembre 2004          | 6                     |
| Les Maîtres de l'Univers - Saison 1 - Partie 2 (2ème Édition) | 31-60             | Septembre 2004          | 6                     |
| Les Maîtres de l'Univers - Saison 2 - Partie 1 (2ème Édition) | 61-90             | Février 2005            | 6                     |
| Les Maîtres de l'Univers - Films I & II                       | 2                 | Juin 2005               | 3 (2 Films + 1 Bonus) |
| Les Maîtres de l'Univers - Saison 2 - Partie 2 (2ème Édition) | 91-130            | Septembre 2005          | 6                     |
| Les Maîtres de l'Univers - Coffret 01 (3ème Édition)          | 21                | Juillet 2008            | 4                     |
| Les Maîtres de l'Univers - Coffret 02 (3ème Édition)          | 20                | Mai 2009                | 4                     |
| Les Maîtres de l'Univers - Coffret 03 (3ème Édition)          | 20                | Mai 2009                | 4                     |
| Les Maîtres de l'Univers - Coffret 04 (3ème Édition)          | 20                | Mai 2009                | 4                     |
| Les Maîtres de l'Univers - Coffret 05 (3ème Édition)          | 21                | Mai 2009                | 4                     |
| Les Maîtres de l'Univers - Coffret 06 (3ème Édition)          | 28                | Mai 2009                | 4                     |

## Suite
Un remake de la série, He-Man and the Masters of the Universe, datant de 2002, n'a jamais été traduit. En France, l'intrigue se poursuit avec Les Maîtres de l'univers : Révélation, diffusée à l'été 2021 sur Netflix, puis Les Maîtres de l'Univers : Révolution en 2024, également sur Netflix.